# Joseph Duveen, 1. Baron Duveen

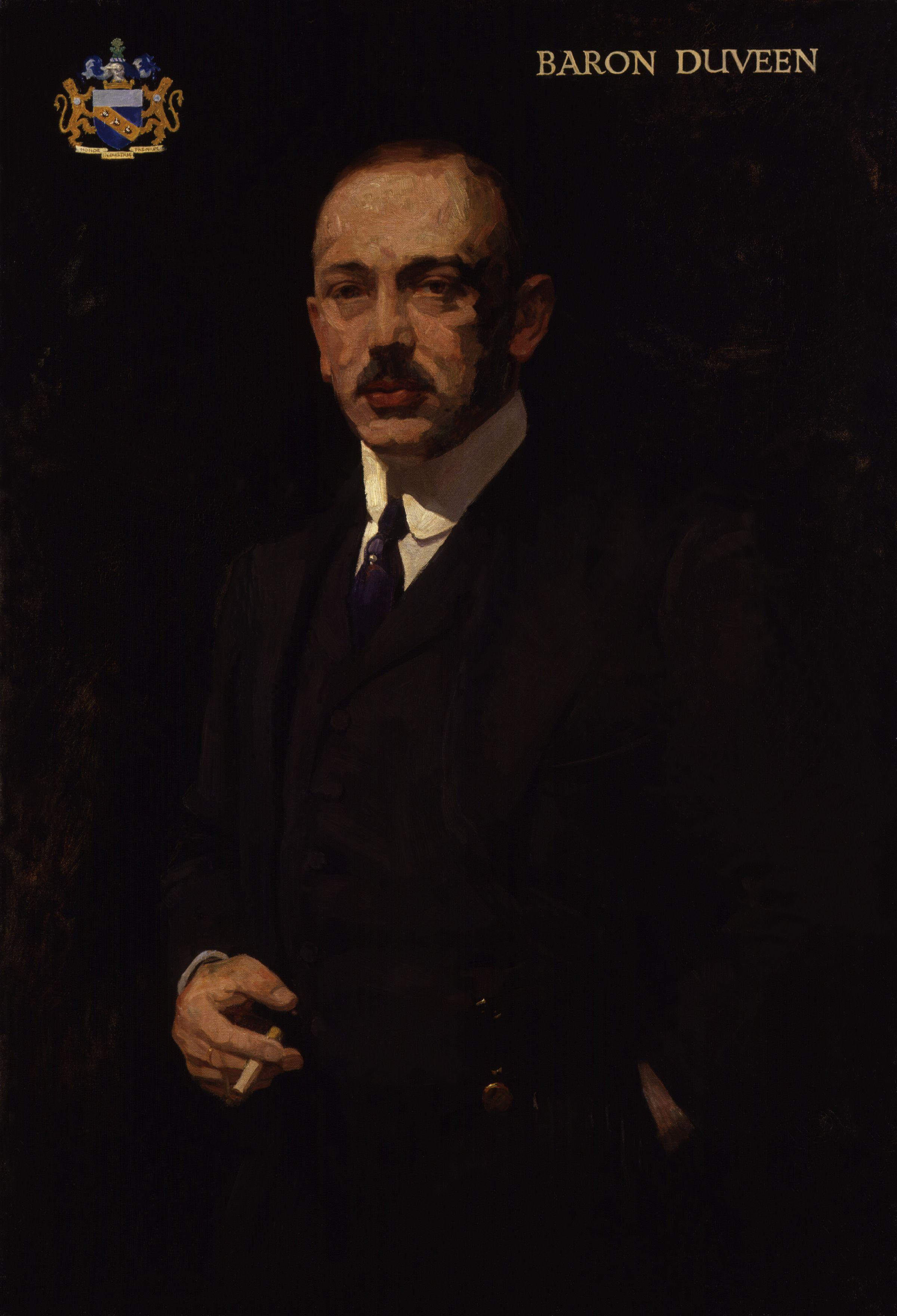
Isaac Israels: Porträt Joseph Duveens, National Portrait Gallery, London

Joseph Joel Duveen, 1. Baron Duveen (* 14. Oktober 1869 in Hull; † 25. Mai 1939 in London) war ein britischer Kunsthändler.

## Leben
Joseph Duveen war der Älteste von acht Söhnen des jüdischen Antiquitäten- und Kunsthändlers Joseph Joel Duveen (1843–1908), der zunächst in Hull lebte. Joseph Joel Duveen und sein jüngerer Bruder Henry J. Duveen (1855–1918) waren seit 1879 mit ihrer Firma Duveen Brothers in London ansässig, 1886 eröffneten sie eine Filiale in New York.
Joseph Duveen besuchte das Brighton College und arbeitet seit 1886 im Kunsthandel der Familie. Duveen erbte eine verblüffende Begabung, einen versteckten Schatz zu entdecken, von seinem Vater. Nach dem Tode seines Vaters führte er die Firma in den riskanteren aber lukrativeren Markt der Altmeistergemälde. Der Schlüssel zu Duveens Erfolg war seine Beobachtungsgabe. Duveen machte sein Vermögen, indem er Gemälde vom europäischen Adel aufkaufte und an amerikanische Millionäre weiterverkaufte. Sein Mittelsmann in Europa war der in Florenz ansässige Kunstkenner und Kunsthistoriker Bernard Berenson. Es gibt kaum eine Sammlung in Amerika, die Duveen nicht aufgebaut hat.
Zu seinen Kunden gehörten unter anderem die US-Amerikaner Henry Clay Frick, William Randolph Hearst, Henry E. Huntington, John Pierpoint Morgan, Samuel H. Kress, Andrew W. Mellon, John D. Rockefeller und der Kanadier Frank Porter Wood (1882–1955). Joseph Duveen wurde zum bedeutendsten Kunsthändler seiner Zeit, insbesondere auf dem Gebiet der Altmeister-Gemälde. Dadurch wurde er vermögend und vergab zum Ende seines Lebens eine Reihe von Spenden an Sammlungen und Museen in England.
So stiftete er u. a. die Duveen Gallery für die Elgin Marbles im British Museum. Außerdem war er der großzügste Mäzen der Tate Gallery, der er 1908 den Bau von fünf Räumen finanzierte Turners Werke, die er dem Britischen Volk hinterlassen hatte, lagerten bis dato in der National Gallery und dem Britischen Museum. Er beauftragte den Architekten W. H. Romaine-Walker (1854–1940), der fünf Räume in dem Hauptgang der Galerie hinzufügte sowie zwei weitere Räume im Erdgeschoss. Duveen starb, bevor der Anbau beendet war, und es war sein Sohn, Joseph Duveen, der die Fertigstellung bezahlte.
1899 heiratete er Elsie Solomon, sie hatten eine Tochter Dorothy Duveen (1903–1985).
1919 wurde er als Knight Bachelor geadelt, am 15. Februar 1927 wurde ihm der erbliche Adelstitel eines Baronet, of Millbank in the City of Westminster, verliehen. Am 3. Februar 1933 wurde ihm in London der erbliche Peerstitel eines Baron Duveen, of Millbank in the City of Westminster, verliehen, wodurch er Mitglied des House of Lords wurde. Da er keine Söhne hinterließ, erloschen seine Adelstitel bei seinem Tod 1939.
Lord Duveen wurde auf dem Willesden United Synagogue Cemetery in London bestattet.